# داميان جونسون
داميان جونسون (بالإنجليزية: Damien Johnson)‏ (18 نوفمبر 1978 بليسبورن في المملكة المتحدة - ) هو لاعب كرة قدم أيرلندي شمالي في مركز الوسط. شارك مع منتخب أيرلندا الشمالية تحت 17 سنة لكرة القدم ومنتخب أيرلندا الشمالية تحت 21 سنة لكرة القدم ومنتخب أيرلندا الشمالية لكرة القدم. أما مع النوادي، فقد لعب مع برمنغهام سيتي وبلاكبيرن روفرز ونوتينغهام فورست وهدرسفيلد تاون وفليتوود تاون ونادي بليموث أرجايل.

## وصلات خارجية
- داميان جونسون على موقع الاتحاد الدولي (مؤرشف)  (الإنجليزية)
- داميان جونسون على موقع قاعدة بيانات كرة القدم.إي يو (الإنجليزية)
- داميان جونسون على موقع ناشيونال فوتبول تيمز (الإنجليزية)
- داميان جونسون على موقع Soccerbase.com (لاعب) (الإنجليزية)
- داميان جونسون على موقع عالم كرة القدم.نت (الإنجليزية)